# Línia evolutiva de Houndour
Aquesta línia evolutiva de Pokémon inclou Houndour i Houndoom.

## Houndour
Houndour és un personatge fictici de la saga de videojocs de Pokémon, així com d'altres jocs i productes derivats. És de tipus sinistre i foc. Evoluciona a Houndoom. Recorda un gos.

## Houndoom
Houndoom és un personatge fictici de la saga de videojocs de Pokémon, així com d'altres jocs i productes derivats. És de tipus sinistre i foc. Evoluciona de Houndour. Forma grups que recorren els boscos a la cerca de preses. És capaç de megaevolucionar.